# Basboussa
Ne doit pas être confondu avec Harissa.
La basboussa, revani en Grèce, en Arménie en Turquie, namoura au Liban, ou hrissa dans certaines parties du Maghreb (en Tunisie), est une pâtisserie préparée à base de semoule fine de blé, de sucre et de fruits secs ; elle peut être aromatisée de diverses manières.

## Origine
L'origine de ce mets culinaire est moyen-orientale et serait plus précisément turque.[réf. nécessaire]

## Variantes

### EnÉgypte
On peut la trouver préparée avec de la poudre d'amande, garnie avec des noisettes ; au Liban, avec de la poudre de pistache ou des pistaches écrasées, avec de la noix de coco ou de la peau d'orange confite.
On peut l'aromatiser avec de la cannelle, des clous de girofle et de l'eau de fleur d'oranger.

### Au Maghreb
En Tunisie, la harissa, harissa hloua, ou aricha est à base de semoule, de margarine et de sirop.
Ces variantes régionales partagent des similitudes dans leurs ingrédients de base, tels que la semoule et le sirop sucré, mais présentent des différences dans leurs préparations et leurs appellations selon les traditions locales.